# Aedes mattinglyorum
Aedes mattinglyorum är en tvåvingeart som beskrevs av Huang 1994. Aedes mattinglyorum ingår i släktet Aedes och familjen stickmyggor.
Artens utbredningsområde är Sierra Leone. Inga underarter finns listade i Catalogue of Life.